# Příjem na osobu

2019

Příjem na osobu, též průměrný příjem je číslo, vyjadřující aritmetický průměr příjmů všeho obyvatelstva na daném území (města, regionu, země atd.) za určený rok. Vypočítává se vydělením celkového příjmu zvolené skupiny lidí jejich celkovým počtem. Pro možnost srovnání se vyjadřuje v lokálních nebo mezinárodně užívaných měnách.
Příjem na osobu se často používá k mezinárodnímu porovnávání bohatství zemí a regionů. V tomto případě se obvykle vyjadřuje v Eurech nebo amerických dolarech. K převodu se často místo tržního kurzu využívá parity kupní síly, která bere v úvahu rozdílné relativní ceny neobchodovaného zboží a služeb (nájemné, zubař ap.).